# Troldel
Troldel (Fothergilla) er en lille slægt, som er udbredt i Nordamerika. Her nævnes kun de to arter, der ses jævnligt i Danmark.
| Arter |

- Lille troldel (Fothergilla gardenii)
- Stor troldel (Fothergilla major)